# Szlak Architektury Drewnianej (województwo śląskie)
Szlak Architektury Drewnianej w województwie śląskim, o długości 1060 km obejmuje 93 zabytkowe obiekty i zespoły architektury drewnianej: kościoły, kaplice, dzwonnice, chałupy, karczmy, leśniczówki, pałacyk myśliwski, skanseny i obiekty gospodarcze – młyn wodny i spichlerze. Za najstarsze obiekty leżące na szlaku uchodzą kościoły Wszystkich Świętych w Sierotach (pow. gliwicki) i Łaziskach (pow. wodzisławski), wzniesione w połowie XV wieku. Najstarszym kościołem wg badań dendrologicznych z 2011 roku jest kościół św. Marcina w Ćwiklicach datowany na 1466 rok (pow. Pszczyński) 
Szlak podzielony jest na pięć pętli: beskidzką, pszczyńską, rybnicka, gliwicką i częstochowską oraz posiada też liczącą 326 km trasę główną, łączącą Gwoździany z Jeleśnią i prowadzącą dalej do Lachowic w województwie małopolskim.

## Wykaz zabytków

### Trasa główna
| Zdjęcie | Obiekt                                        | Lokalizacja                                                                        | Czas powstania obiektu | Uwagi |
| ------- | --------------------------------------------- | ---------------------------------------------------------------------------------- | ---------------------- | --- |
|         | Dom Tkacza                                    | Bielsko-Biała, ul. Sobieskiego 51 49°49′12,4″N 19°02′07,5″E/49,820111 19,035417    | koniec XVIII wieku     | Budynek o konstrukcji zrębowej, w którym mieści się oddział Muzeum w Bielsku-Białej – ekspozycja prezentująca wygląd domu i warsztatu sukienniczego w XVIII-wiecznym Bielsku. |
|         | kościół św. Barbary                           | Bielsko-Biała, ul. Cyprysowa 49°46′53″N 19°04′24″E/49,781389 19,073333             | 1690                   | Świątynia będąca przykładem d. wiejskiego budownictwa sakralnego w stylu śląsko-małopolskim. Najcenniejszymi elementami wnętrza są barokowe polichromie z pocz. XVIII wieku oraz gotycki tryptyk ołtarzowy z ok. 1470 r. |
|         | sanktuarium św. Walentego                     | Bieruń, ul. Krakowska 50°05′23,4″N 19°05′36,2″E/50,089833 19,093389                | przełom XVI/XVII w.    | |
|         | kościół cmentarny Wszystkich Świętych         | Bojszów                                                                            | 1506 r. (d)            | zakrystia 1509 r. (d), wieża 1545 r. (d), wymiana więźby dachowej 1787 r. (d) |
|         | kościół św. Jana Chrzciciela                  | Brusiek                                                                            | 1593 r. (d)            | prezbiterium, nawa i wieża 1593 r. (d), zakrystia i przedsionek północny dobudowane wtórnie 1723 r. (d), wieżyczka na sygnaturkę 1724 r. (d) |
|         | skansen Górnośląski Park Etnograficzny        | Chorzów, ul. Parkowa 25 50°17′40,1″N 18°58′12,4″E/50,294472 18,970111              | otwarty w 1975 r.      | Skansen na powierzchni 25 ha pokazuje 58 przykładów drewnianego budownictwa ludowego z 5 regionów Górnego Śląska i Zagłębia beskidzkiego, podgórskiego, pszczyńsko-rybnickiego, przemysłowego i lublinieckiego), m.in. kościół św. Józefa z 1791 r. z Nieboczów (w latach 1971-1995 w Rybniku-Kłokocinie), domy mieszkalne z Dziećkowic, Krasów, Panewnik, dom ostatniego sołtysa Katowic – Kazimierza Skiby, chałupy z Kromołowa, Istebnej, spichlerze dworskie i plebańskie, zagrodę pasterską z Brennej. |
|         | kościół św. Wawrzyńca                         | Chorzów, ul. Marii Konopnickiej 29 50°17′42,87″N 18°57′49,36″E/50,295242 18,963711 | 1559 r.                | przeniesiony w latach 1935–1938 z Knurowa |
|         | kościół św. Marcina                           | Cieszowa                                                                           | 1751 r.                | |
|         | kościół św. Marcina                           | Ćwiklice                                                                           | 1466 r.                | Kościół gruntowanie przebudowywany w XVIII, XIX i XX w. |
|         | kościół św. Jerzego                           | Gliwice – Ostropa, ul. Piekarska 50°17′03,7″N 18°35′49,4″E/50,284361 18,597056     | 1665 r. (d)            | murowane prezbiterium 1665 r. (d), dębowo-jodłowa wieża z 1544 r. (d), remontowana 1971 r. (d) i 2009 r. |
|         | kościół Wniebowzięcia NMP                     | Gliwice, ul. Kozielska 29 50°18′00,8″N 18°38′58,3″E/50,300222 18,649528            | 1493 r.                | przeniesiony w 1925 r. z Zębowic koło Olesna na Cmentarz Centralny w Gliwicach, od 1992 r. w konserwacji, w 2000 ustawiony na Cmentarzu Starokozielskim w Gliwicach, od 2004 r. parafialny. |
|         | neorenesansowa willa Oscara Caro              | Gliwice, ul. Dolnych Wałów 8a 50°17′43,5″N 18°40′03,1″E/50,295417 18,667528        | 1882-85 r.             | ekspozycja etnograficzna i kultury ludowej regionu gliwickiego w muzeum mającym siedzibę w willi |
|         | kościół św. Barbary                           | Góra                                                                               | 2. połowa XVI w.       | |
|         | kościół Ścięcia św. Jana Chrzciciela          | Grzawa                                                                             | XVI w.                 | |
|         | kościół Narodzenia NMP                        | Gwoździany                                                                         | 1576 r.                | przeniesiony z Kościelisk w 1978 r. |
|         | Karczma w Jeleśni                             | Jeleśnia                                                                           | XVIII w.               | |
|         | kościół św. Michała Archanioła                | Katowice, Park Kościuszki 50°14′27,1″N 19°00′15,0″E/50,240861 19,004167            | 1520 r.                | przeniesiony w latach 1938–1939 z Syryni |
|         | Muzeum Archidiecezjalne                       | Katowice, ul. Jordana 39 50°15′02,6″N 19°01′06,1″E/50,250722 19,018361             | otwarte w 1983 r.      | zbiory średniowiecznej sztuki sakralnej, pochodzące z drewnianych kościołów województwa śląskiego |
|         | kościół Świętej Trójcy                        | Koszęcin                                                                           | 1724 r.                | Oprócz zabytkowego kościoła, oglądać można ekspozycję etnograficzną w Ośrodku Kultury i Edukacji Regionalnej. |
|         | kościół św. Anny                              | Lubliniec                                                                          | 1653 r.                | |
|         | kościół św. Szymona i św. Judy Tadeusza       | Łodygowice                                                                         | 1635 r.                | kościół powiększony w XVIII w. |
|         | kościół św. Klemensa Papieża                  | Miedźna                                                                            | XVII w.                | |
|         | drewniana dzwonnica przy kościele św. Marcina | Paczyna                                                                            | 1679 r.                | |
|         | kościół św. Jana Chrzciciela                  | Poniszowice                                                                        | 1498 r. (d)            | wolno stojąca dzwonnica 1570 r. (d), kaplica św. Józefa 1691-92 (d), wieżyczka na sygnaturkę i remont kościoła 1775 r. (d) |
|         | skansen „Zagroda Wsi Pszczyńskiej”            | Pszczyna, ul. Parkowa 49°58′43,2″N 18°57′01,6″E/49,978667 18,950444                | otwarty w 1975 r.      | Skansen utworzony w 1975 r. w Parku Kolejowym, prezentujący wśród 16 obiektów m.in. chałupę z Grzawy, ośmioboczną stodołę z Kryr, szopę z Frydka, młyn wodny z Bojszów (obecnie karczma), spichlerz z Rudołtowic i kuźnię z Goczałkowic. |
|         | kościół Świętej Trójcy                        | Rachowice                                                                          | 1668 r.                | murowane gotyckie prezbiterium z XV w. |
|         | kościół św. Michała Archanioła                | Rudziniec                                                                          | 1657 r.                | |
|         | wolno stojąca drewniano-murowana dzwonnica    | Sadów                                                                              | 1672 r. (d)            | Dzwonnica znajduje się przy murowanym kościele św. Józefa z 1414 r. (d) |
|         | kościół św. Katarzyny Aleksandryjskiej        | Sierakowice                                                                        | 1675 r.                | W pobliżu kościoła znajduje się kapliczka św. Jana Nepomucena przy drodze do Rachowic. |
|         | kościół Wszystkich Świętych                   | Sieroty                                                                            | 1457 r. (d)            | murowane gotyckie prezbiterium 1427 r. (d), drewniana nawa 1457 r. (d), wieżyczka na sygnaturkę 1754 r. (d), wieża 1775 r. (d). Jeden z najstarszych kościołów drewnianych w Polsce zachowanych do naszych czasów. |
|         | kościół Podwyższenia Krzyża Świętego          | Stara Wieś                                                                         | 1522 r.                | We wsi oprócz kościoła: kilka drewnianych domów z XIX w. z ozdobnymi szczytami; stara szkoła z 1787 r. – obecnie Izba Regionalna. |
|         | kościół św. Jadwigi                           | Zabrze, ul. Wolności 504 50°17′51,8″N 18°49′47,4″E/50,297722 18,829833             | 1929 r.                | |
|         | kościół św. Wawrzyńca                         | Zacharzowice                                                                       | 1570 r. (d)            | górna partia wieży 1675 r. (d) |
|         | Muzeum Miejskie                               | Żywiec, ul. Zamkowa 2 49°41′17,4″N 19°11′59,9″E/49,688167 19,199972                | otwarte w 1960 r.      | stała ekspozycja „Kultura ludowa Żywiecczyzny” w Muzeum Miejskim |

### Pętla beskidzka (113 km)
| Zdjęcie | Obiekt                                          | Lokalizacja                                                                     | Czas powstania obiektu | Uwagi |
| ------- | ----------------------------------------------- | ------------------------------------------------------------------------------- | ---------------------- | --- |
|         | kościół św. Wawrzyńca                           | Bielowicko 49°49′11,6″N 18°51′23,2″E/49,819889 18,856444                        | 1541 r. (d)            | kolebka w prezbiterium 1773 r. (d) |
|         | Dom Tkacza                                      | Bielsko-Biała, ul. Sobieskiego 51 49°49′12,4″N 19°02′07,5″E/49,820111 19,035417 | koniec XVIII wieku     | Budynek o konstrukcji zrębowej, w którym mieści się oddział Muzeum w Bielsku-Białej – ekspozycja prezentująca wygląd domu i warsztatu sukienniczego w XVIII-wiecznym Bielsku.                                                                                       |
|         | kościół św. Barbary                             | Bielsko-Biała, ul. Cyprysowa 49°46′53″N 19°04′24″E/49,781389 19,073333          | 1690                   | Świątynia będąca przykładem d. wiejskiego budownictwa sakralnego w stylu śląsko-małopolskim. Najcenniejszymi elementami wnętrza są barokowe polichromie z pocz. XVIII wieku oraz gotycki tryptyk ołtarzowy z ok. 1470 r.                                            |
|         | kościół św. Katarzyny                           | Cięcina                                                                         | 1542 r.                | kościół powiększony w latach 1667 i 1895; we wsi spichlerz dworski z XVIII w. |
|         | drewniana chałupa góralska Kawuloków            | Istebna – Wojtosze nr 163                                                       | koniec XIX w.          | zwana również Kurną Chatą, mieści Izbę Regionalną; poza nią w centrum Istebnej i licznych przysiółkach kilkadziesiąt innych drewnianych chałup i budynków gospodarczych                                                                                             |
|         | kaplica wotywna Konarzewskich                   | Istebna – Andziołówka                                                           | 1922 r.                | wystrój Ludwika Konarzewskiego seniora |
|         | kościół św. Krzyża                              | Istebna – Kubalonka 49°36′04,2″N 18°53′48,0″E/49,601167 18,896667               | 1779 r.                | przeniesiony z Przyszowic w 1958 r. |
|         | kościół filialny św. Józefa                     | Istebna – Mlaskawka                                                             | 1948 r.                | przeniesiony w 1997 r. z Jaworzynki – Trzycatka, gdzie stał pod wezwaniem Matki Boskiej Frydeckiej |
|         | kościół Matki Bożej Fatimskiej                  | Istebna – Stecówka                                                              | 1958 r.                | |
|         | ekspozycje sztuki ludowej w Izbach Regionalnych | Koniaków                                                                        |                        | ekspozycje sztuki ludowej w Izbach Regionalnych: Marii Gwarek (Muzeum koronki, Koniaków – Szańce 550), Heleny i Mieczysława Kamieniarzy (Koniaków 301) i Tadeusza Ruckiego (Koniaków – Szańce 662)                                                                  |
|         | kościół NMP Nieustającej Pomocy                 | Laliki – Pochodzita                                                             | 1947 r.                | rozbudowany w 1965 r. |
|         | kościół św. Szymona i św. Judy Tadeusza         | Łodygowice                                                                      | 1635 r.                | kościół powiększony w XVIII w. |
|         | chałupa konstrukcji zrębowej                    | Milówka                                                                         | 1739 r.                | obecnie muzeum gminne „Stara Chałupa” |
|         | Muzeum Regionalne „Stara Zagroda”               | Ustroń, ul. Ogrodowa 1 49°43′13,0″N 18°48′41,1″E/49,720278 18,811417            | otwarte w 1998 r.      | stała wystawa etnograficzna w Muzeum Regionalnym „Stara Zagroda” |
|         | kościół św. Anny                                | Ustroń – Nierodzim 49°46′01,3″N 18°48′23,8″E/49,767028 18,806611                | 1769 r.                | |
|         | kościół św. Jakuba Apostoła                     | Szczyrk                                                                         | 1797-1800              | |
|         | Muzeum Beskidzkie im. Andrzeja Podżorskiego     | Wisła, ul. Stellera 1 49°39′14,9″N 18°51′34,4″E/49,654139 18,859556             | otwarte w 1964 r.      | wystawa kultury ludowej górali beskidzkich w Muzeum Beskidzkim, na jego zapleczu kilka drewnianych chałup góralskich |
|         | Pałacyk Myśliwski Habsburgów                    | Wisła, ul. Lipowa 49°39′34,2″N 18°51′18,1″E/49,659500 18,855028                 | 1897 r.                | dawny zameczek myśliwski arcyksięcia Fryderyka Habsburga wybudowany w 1897 r., przeniesiony w 1985 r. z polany Przysłop pod Baranią Górą (w latach 1925-1973 schronisko PTT i PTTK); obecnie siedziba Oddziału PTTK „Wisła” w Wiśle i punkt informacji turystycznej |
|         | kościół Znalezienia Krzyża Świętego             | Wisła – Łabajów, ul. Kopydło 49°37′37,1″N 18°52′42,8″E/49,626972 18,878556      | 1983 r.                | przy kościele drewniana wieża z 1575 r., przeniesiona w 1982 r. z Połomi |
|         | kaplica przy Zameczku Prezydenckim              | Wisła – Zameczek, ul. Zameczek 1 49°36′43,0″N 18°55′15,4″E/49,611944 18,920944  | 1909 r.                | kaplica z zespołu nieistniejącego zameczku myśliwskiego Habsburgów na Zadnim Groniu |
|         | kościół Matki Bożej Częstochowskiej             | Żabnica                                                                         | 1914 r.                | |
|         | Muzeum Miejskie                                 | Żywiec, ul. Zamkowa 2 49°41′17,4″N 19°11′59,9″E/49,688167 19,199972             | otwarte w 1960 r.      | stała ekspozycja „Kultura ludowa Żywiecczyzny” w Muzeum Miejskim |

### Pętla częstochowska (180 km)
| Zdjęcie | Obiekt                                  | Lokalizacja                                                                  | Czas powstania obiektu | Uwagi |
| ------- | --------------------------------------- | ---------------------------------------------------------------------------- | ---------------------- | --- |
|         | kościół Matki Boskiej Różańcowej        | Boronów                                                                      | 1611 r.                | pierwszy na Śląsku kościół zbudowany na planie krzyża greckiego                                               |
|         | kościół św. Jacka                       | Bór Zapilski                                                                 | 1919-21                | |
|         | kościół św. Wawrzyńca                   | Cynków                                                                       | 1631 r.                | |
|         | Muzeum Częstochowskie                   | Częstochowa, plac Biegańskiego 50°48′40,7″N 19°06′47,4″E/50,811306 19,113167 | otwarte w 1967 r.      | ekspozycja kultury ludowej regionu częstochowskiego w muzeum                                                  |
|         | kościół Świętej Trójcy                  | Koszęcin                                                                     | 1724 r.                | Oprócz zabytkowego kościoła, oglądać można ekspozycję etnograficzną w Ośrodku Kultury i Edukacji Regionalnej. |
|         | kościół św. Szymona i św. Judy Tadeusza | Mokra                                                                        | 1708 r.                | |
|         | ruchoma szopka Jana Wewióra             | Olsztyn, ul. Kuhna 1                                                         |                        | ruchoma szopka Jana Wewióra w drewnianej chałupie z końca XIX w.                                              |
|         | kościół św. Mikołaja                    | Truskolasy                                                                   | 1737 r.                | oprócz kościoła we wsi kilkanaście drewnianych budynków mieszkalnych i gospodarskich                          |
|         | kościół cmentarny św. Walentego         | Woźniki                                                                      | 1696 r.                | |
|         | młyn wodny Kołaczew                     | Złoty Potok                                                                  | przełom XIX/XX w.      | dawny młyn wodny „Kołaczew” na Wiercicy                                                                       |
|         | kościół św. Idziego                     | Zrębice                                                                      | 1789 r.                | |

### Pętla gliwicka (159 km)
| Zdjęcie | Obiekt                                                | Lokalizacja                                                                    | Czas powstania obiektu | Uwagi |
| ------- | ----------------------------------------------------- | ------------------------------------------------------------------------------ | ---------------------- | --- |
|         | kościół cmentarny Wszystkich Świętych                 | Bojszów                                                                        | 1506 r. (d)            | zakrystia 1509 r. (d), wieża 1545 r. (d), wymiana więźby dachowej 1787 r. (d) |
|         | kościół św. Jerzego                                   | Gliwice – Ostropa, ul. Piekarska 50°17′03,7″N 18°35′49,4″E/50,284361 18,597056 | 1665 r. (d)            | murowane prezbiterium 1665 r. (d), dębowo-jodłowa wieża z 1544 r. (d), remontowana 1971 r. (d) i 2009 r. |
|         | kościół Wniebowzięcia NMP                             | Gliwice, ul. Kozielska 29 50°18′00,8″N 18°38′58,3″E/50,300222 18,649528        | 1493 r.                | przeniesiony w 1925 r. z Zębowic koło Olesna na Cmentarz Centralny w Gliwicach, od 1992 r. w konserwacji, w 2000 ustawiony na Cmentarzu Starokozielskim w Gliwicach, od 2004 r. parafialny.                  |
|         | neorenesansowa willa Oscara Caro                      | Gliwice, ul. Dolnych Wałów 8a 50°17′43,5″N 18°40′03,1″E/50,295417 18,667528    | 1882-85 r.             | ekspozycja etnograficzna i kultury ludowej regionu gliwickiego w muzeum mającym siedzibę w willi |
|         | kościół św. Michała Archanioła                        | Księży Las                                                                     | 1497-98 (d)            | |
|         | kościół św. Mikołaja                                  | Mikołów – Borowa Wieś, ul. Gliwicka                                            | ok. 1640 r.            | przeniesiony w latach 1937-1939 z Przyszowic |
|         | kościół św. ap. Piotra i Pawła                        | Mikołów – Paniowy                                                              | 1757 r.                | |
|         | drewniana dzwonnica przy kościele św. Marcina         | Paczyna                                                                        | 1679 r.                | |
|         | kościół św. Jana Chrzciciela                          | Poniszowice                                                                    | 1498 r. (d)            | wolno stojąca dzwonnica 1570 r. (d), kaplica św. Józefa 1691-92 (d), wieżyczka na sygnaturkę i remont kościoła 1775 r. (d)                                                                                   |
|         | spichlerz plebański                                   | Przyszowice                                                                    | 1829 r.                | |
|         | kościół Świętej Trójcy                                | Rachowice                                                                      | 1668 r.                | murowane gotyckie prezbiterium z XV w. |
|         | kościół św. Michała Archanioła                        | Rudziniec                                                                      | 1657 r.                | |
|         | kościół św. Katarzyny Aleksandryjskiej                | Sierakowice                                                                    | 1675 r.                | W pobliżu kościoła znajduje się kapliczka św. Jana Nepomucena przy drodze do Rachowic. |
|         | kościół św. Bartłomieja                               | Smolnica                                                                       | 1777 r. (d)            | pierwotnie wolno stojąca wieża 1572 r. (d) |
|         | kościół Narodzenia Najświętszej Maryi Panny w Szałszy | Szałsza                                                                        | 1554 r. (d)            | ściany prezbiterium, zakrystii i nawy z 1554 r. (d), zachowane w pełnej wysokości, wieża w dolnej partii oryginalna z elementami po r. 1571 (d), dachy kościoła i wieży zrekonstruowane po pożarze w 1968 r. |
|         | kościół św. Jadwigi                                   | Zabrze, ul. Wolności 504 50°17′51,8″N 18°49′47,4″E/50,297722 18,829833         | 1929 r.                | |
|         | kościół św. Wawrzyńca                                 | Zacharzowice                                                                   | 1570 r. (d)            | górna partia wieży 1675 r. (d) |
|         | kościół św. Michała Archianioła                       | Żernica                                                                        | 1661 r. (d)            | izbica pierwotnie wolno stojącej wieży 1518 r. (d) |

### Pętla pszczyńska (133 km)
| Zdjęcie | Obiekt                                    | Lokalizacja                                                         | Czas powstania obiektu | Uwagi |
| ------- | ----------------------------------------- | ------------------------------------------------------------------- | ---------------------- | --- |
|         | kościół św. Wawrzyńca                     | Bielowicko 49°49′11,6″N 18°51′23,2″E/49,819889 18,856444            | 1541 r. (d)            | kolebka w prezbiterium 1773 r. (d) |
|         | kościół św. Marcina                       | Ćwiklice                                                            | 1466 r.                | Kościół gruntowanie przebudowywany w XVIII, XIX i XX w. |
|         | kościół św. Barbary                       | Góra                                                                | 2. połowa XVI w.       | |
|         | kościół Ścięcia św. Jana Chrzciciela      | Grzawa                                                              | XVI w.                 | |
|         | kościół Podwyższenia Krzyża Świętego      | Kaczyce                                                             | 1620 r.                | przeniesiony w latach 1971-1972 z Ruptawy |
|         | kościół św. Michała Archanioła            | Kończyce Wielkie                                                    | 1777 r.                | starsza wieża z 1751 r. |
|         | kościół św. Mikołaja                      | Łąka                                                                | 1660 r.                | kościół z wolno stojącą wieżą |
|         | kościół św. Klemensa Papieża              | Miedźna                                                             | XVII w.                | |
|         | kościół św. Katarzyny                     | Pielgrzymowice                                                      | 1680 r.                | |
|         | skansen „Zagroda Wsi Pszczyńskiej”        | Pszczyna, ul. Parkowa 49°58′43,2″N 18°57′01,6″E/49,978667 18,950444 | otwarty w 1975 r.      | Skansen utworzony w 1975 r. w Parku Kolejowym, prezentujący wśród 16 obiektów m.in. chałupę z Grzawy, ośmioboczną stodołę z Kryr, szopę z Frydka, młyn wodny z Bojszów (obecnie karczma), spichlerz z Rudołtowic i kuźnię z Goczałkowic. |
|         | kościół Podwyższenia Krzyża Świętego      | Stara Wieś                                                          | 1522 r.                | We wsi oprócz kościoła: kilka drewnianych domów z XIX w. z ozdobnymi szczytami; stara szkoła z 1787 r. – obecnie Izba Regionalna. |
|         | kościół pw. św. Jakuba Starszego Apostoła | Wisła Mała                                                          | 1775–82                | |
|         | kościół św. Rocha                         | Zamarski                                                            | 1731 r.                | |

### Pętla rybnicka (126 km)
| Zdjęcie | Obiekt                                         | Lokalizacja                                | Czas powstania obiektu | Uwagi |
| ------- | ---------------------------------------------- | ------------------------------------------ | ---------------------- | --- |
|         | kościół św. Marii Magdaleny                    | Bełk                                       | 1753 r.                | |
|         | kościół św. Anny                               | Gołkowice                                  | 1874 r.                | |
|         | kościół Bożego Ciała                           | Jankowice Rybnickie                        | 1675 r.                | |
|         | kościół świętych Barbary i Józefa              | Jastrzębie-Zdrój, ul. ks. biskupa Bednorza | 1. połowa XVII w.      | przeniesiony w 1974 r. z Wodzisławia Śl. – Jedłownika |
|         | kościół Wszystkich Świętych                    | Łaziska                                    | 1467 r. (d)            | wieża: dolna część 1507 r. (d), izbica i hełm XVIII w. Jeden z najstarszych kościołów drewnianych w Polsce zachowanych do naszych czasów. Nazywany perłą sakralną ziemi wodzisławskiej. |
|         | kościół Trójcy Przenajświętszej                | Palowice                                   | 1595 r.                | przeniesiony w 1981 r. z Leszczyn |
|         | kościół św. Wawrzyńca                          | Rybnik – Ligocka Kuźnia, ul. Wolna         | 1717 r.                | przeniesiony w 1975 r. z pobliskich Boguszowic |
|         | kościół św. Katarzyny i Matki Bożej Różańcowej | Rybnik – Wielopole, ul. Górna              | 1534 r.                | przeniesiony w 1976 r. z Gierałtowic |
|         | kościół św. Mikołaja                           | Wilcza                                     | 1755 r.                | |

### Pozostałe miejscowości i zabytki
| Zdjęcie | Obiekt                                                              | Lokalizacja                                                                         | Czas powstania obiektu | Uwagi |
| ------- | ------------------------------------------------------------------- | ----------------------------------------------------------------------------------- | ---------------------- | --- |
|         | kościół parafialny pw. św. Wawrzyńca                                | Bobrowniki                                                                          | 1857/1889 r. (d)       | prezbiterium i zakrystia zbudowane 1857 r. (d) częściowo w oparciu o materiał rozbiórkowy z 1523 r. (d), nawa i dwie wieże wzniesione 1889 r. (d). Napis z datą „1669” na belce podciągu namalowany w 1953 r. |
|         | Kaplica Różańcowa                                                   | Buków                                                                               | 1770 r.                | |
|         | kościół ewangelicki                                                 | Bytom – Bobrek                                                                      | 1932 r.                | po podpaleniu kościół został rozebrany i przeniesiony do skansenu w Chorzowie |
|         | (zniszczony) spichlerz dworski                                      | Czernica                                                                            | XVIII w.               | konstrukcja zrębowa i sumikowo-łątkowa, kryty gontem |
|         | dzwonnica wiejska                                                   | Czernichów                                                                          | XIX w.                 | |
|         | kościół św. Andrzeja Apostoła                                       | Gilowice                                                                            | 1547 r.                | przeniesiony z Rychwałdu w 1757 r., wieża z 1641 r. |
|         | kaplica pw. Serca Pana Jezusa                                       | Rychwałd                                                                            | 1797 r. (d)            | wzniesiona z materiału rozbiórkowego ze starego kościoła w Gilowicach, drewno ścian z 1507 r. (d), drewno więźby dachowej z 1508 r. (d), drewno wieżyczki na sygnaturkę z 1796 r. (d)                         |
|         | kościół parafialny pw. Nawiedzenia Najświętszej Maryi Panny         | Juszczyna                                                                           | 1924-27                | |
|         | kaplica św. Jana Nepomucena                                         | Lubomia                                                                             | ok. 1700 r.            | |
|         | kościół św. Jerzego i Wniebowzięcia NMP                             | Miasteczko Śląskie                                                                  | 1666 r.                | |
|         | kościół filialny pw. Matki Boskiej Fatimskiej                       | Pawełki                                                                             | 1928 r.                | |
|         | kościół odpustowy św. Krzyża                                        | Pietrowice Wielkie                                                                  | 1667 r.                | |
|         | kościół parafialny pw. św. Idziego                                  | Podlesie                                                                            | początek XVIII w.      | |
|         | kościół pomocniczy pw. św. Józefa Robotnika                         | Popów                                                                               | 1858 r.                | |
|         | Austeria                                                            | Sławków                                                                             | 1701 r.                | |
|         | kościół parafialny pw. Niepokalanego Serca Najświętszej Maryi Panny | Soblówka                                                                            | 1939 r.                | |
|         | kościół ewangelicko-augsburski                                      | Zabrze – Mikulczyce, ul. Brygadzistów 50°20′30,9″N 18°46′40,5″E/50,341917 18,777917 | 1937 r.                | |
|         | leśniczówka habsburskiego zarządu lasów                             | Złatna                                                                              | 1876 r.                | proj. Karol Pietschka |

(d) – zabytek datowany na podstawie badań dendrochronologicznych